# .gb
.gb es el dominio de nivel superior geográfico (ccTLD) para Reino Unido.
En la práctica, este dominio no se utiliza, prefiriéndose el código .uk.